# Парабола (књижевност)
Парабола (од грчке речи парабола – упоређивање, пример) у књижевности је стилска фигура или слика. Слично као басна има исти циљ, да поучи, али се ипак од ње разликује. У параболи носиоци радње су најчешће људи; опширнија је и писана је узвишенијим стилом; исказује неку узвишену истину; поучава више шта људи треба да раде, за разлику од басне која указује више на људске пороке и мане. Параболи је циљ да укаже на неку верску или моралну истину. Радња у параболи је вероватна и подудара се са стварним животом, јер су носиоци радње људи. Као и басна, парабола има пренесено, алегоријско значење, само што се у њој алегорија не разрешава као што то понекад изгледа у басни, јер се лако може погодити. Исто као и басна парабола може бити написана у стиху или прози.
Познате су параболе из Светог писма: о сејачу и семену, о блудном сину, о милостивом Самарјанину. Парабола са јавља и у уметничкој књижевности. Параболе су писали и велики писци: Гелерт, Хердер, Гете, Шилер, Шамисо, Толстој, По итд.